# 도요다촌 (가나가와현 가마쿠라군)
도요다촌(일본어: 豊田村)은 일본 가나가와현의 동부 가마쿠라군에 속했던 촌이다.

## 지리
대체로, 현재의 요코하마시 사카에구 서부의 이지마초·나가누마초 및 카시오강의 서쪽 일대의 타야마치·나가오다이초·가나이초, 토츠카구 남부의 시모쿠라타초·가미쿠라초에 해당한다. 면사무소는 현재의 나가누마쵸의 토요타 초등학교 부근에 놓여져 있었다.

## 역사
- 1889년 - 정촌제 시행에 의해, 이이지마촌, 나가누마촌, 시모쿠라타촌, 가미쿠라타촌과 합병해 도요다촌이 성립하였다.
- 1915년 - 인접하는 나가오촌 가운데, 구 다야·나가오다이·가나이촌 부분이 도요다촌에 편입하였다.
- 1939년 4월 1일 - 요코하마시에 편입된 동시, 도쓰카구의 일부가 되었다.
- 1986년 11월 3일 - 분구에 의해, 구 도요타촌 중 시모쿠라다·가미쿠라타를 제외한 부분이 사카에구가 되었다.

## 참고 문헌
- 角川日本地名大辞典編纂委員会,『角川日本地名大辞典 神奈川県』1984, 角川書店
- 『栄区制10周年記念誌 ふれあいと人の和を育んで』1997年 栄区制10周年記念事業実行委員会編